# Zum wilden Mann
Zum wilden Mann ist eine Novelle von Wilhelm Raabe, die im Spätsommer 1873 entstand und 1885 in Leipzig erschien. Der zu den „Krähenfelder Geschichten“ gehörende Text war bereits im April 1874 in Westermanns Monatsheften abgedruckt worden.
Eine gutbürgerliche reichsdeutsche Männerfreundschaft zerbricht am schnöden Mammon.

## Inhalt
An einem regnerischen Oktoberabend  finden der Erzähler und der Leser in einer Kleinstadt in der Nähe des Kyffhäuser Unterschlupf unter dem Dach der Apotheke „Zum wilden Mann“, dem Ort der Handlung folgender Geschichte:
Philipp Kristeller, der Besitzer oben genannter Apotheke, wird von seinen Freunden, dem Pastor Schönlank und dem Förster Ulebeule, aufgesucht. Bei einer Punschbowle, die von Fräulein Dorette Kristeller, der Schwester des Apothekers, immer einmal aufgefüllt wird, erzählt der Hausherr den Freunden, wie er vor dreißig Jahren als armer Schlucker zu seinem Besitz kam. Als pflanzenkundiger Gehilfe des alten Apothekers musste der junge Philipp im Sommer ein Moos suchen, das in der Nähe des Blutstuhls im Verborgenen gedieh. Förster Ulebeule kennt jene  „unbeschreiblich grotesk zerklüftete Steinmasse“, die den heidnischen Vorfahren als Opferstelle diente. In dieser waldigen Gegend traf Philipp ab und zu einen anderen jungen Botaniker, den Herrn August. Man machte sich bekannt. August stand „ganz allein in der Welt“. Einmal gebärdete sich Herr August wie ein Wahnsinniger. Philipp fand den Herrn auf den felsigen Blutstuhl der Länge nach hingeworfen. Philipp konnte sich Augusts Verhalten nicht erklären. Bald nach dem merkwürdigen Vorfall wanderte August nach Übersee aus und ließ sein Vermögen im Werte von neuntausendfünfhundert Talern bei Philipp zurück. Von dem Geld kaufte Philipp von seinem Prinzipal die Apotheke.
Ein dritter Freund des Apothekers, der Landphysikus Dr. Eberhard Hanff, stößt spät abends noch zu der Punschbowlenrunde. Er stellt den Anwesenden einen Diener des Kaisers von Brasilien vor. Der Fremde heißt Colonel Dom Agostin Agonista. Dieser Krieger besucht nach dreißig Jahren unaufhaltsamer militärischer Karriere in verschiedenen Ländern Südamerikas zum ersten Mal wieder seine deutsche Heimat und gibt sich dem staunenden Apotheker als alter Freund August vom Blutstuhl zu erkennen. Philipp ist hocherfreut. Der Oberst erzählt den lauschenden Punschbowlegenießern seine Lebensgeschichte. Als letzter Spross einer Scharfrichter-Familie mit jahrhundertelanger Berufstradition musste er, vor dreißig Jahren vom Staat aufgefordert, seines Amtes walten.
Nun begreift Philipp das Verhalten des Freundes seinerzeit auf der Opferklippe. Als August sich wie ein Wahnsinniger auf den Stein geworfen hatte, musste kurz zuvor der erste Delinquent unter seinem Richtschwert bluten. Philipp kann Augusts Flucht aus Europa verstehen. Der Brasilianer bleibt wochenlang zu Gast im Hause des Apothekers.  Colonel Dom Agostin Agonista sucht die Honoratioren des Städtchens reihum auf. Beim sonntäglichen Kirchgang macht der Militär in seiner ordensgeschmückten Paradeuniform eine gute Figur. Das Verhältnis der beiden Freunde erscheint den Kleinstädtern mehr als herzlich. Allein Fräulein Dorette, die Schwester des Apothekers, bleibt sachlich. Sie, die dreißig Jahre die Bücher des Bruders geführt hat, kann allein die Frage ‚Was will der Südamerikaner eigentlich?‘ zutreffend beantworten: „Er braucht sein Geld, und er ist gekommen, es zu holen!“ Einen Tag vor dem Heiligen Abend reist der Gast ab nach Übersee. Die Apotheke und ebenso aller versilberbare Besitz des Apothekers Philipp Kristeller werden versteigert. Ausnahmslos bieten die drei Freunde des Apothekers während der Auktion in der Apotheke kopfschüttelnd mit. Dr. Eberhard Hanff ersteigert die Punschschale.

## Selbstzeugnis
Otto Elster zitiert am 23. Juli 1885 im Braunschweiger Tageblatt Raabe: „Keine meiner Romane und Novellen hat mir so viel Anfragen, Be- und Verurteilungen eingetragen  als die Erzählung Zum wilden Mann.“

## Rezeption
- Keller soll die Novelle geschätzt haben. „Der Hund!“ habe Keller während eines Spaziergangs mit Raabe ausgerufen und dabei den Herrn August gemeint – eine Figur, die gleichsam als Mythos vorgestellt sei.[5]
- Auch Sprengel[6] geht auf „symbolische Überhöhungen“ ein, wenn er die Gestalt des Henkers bespricht. Solche Extreme seien ein Charakteristikum des „Poetischen Realismus“.
- Fuld bezeichnet diese „frühe Abrechnung mit dem Egoismus der Gründerzeit“[7] als „problematisch“[8].
- Paul Spruth: Zur Psychologie des Apothekers Philipp Kristeller und des Obersten Dom Agostin Agonista in Raabes Novelle „Zum wilden Mann“. Mitteilungen der Raabe-Gesellschaft 42, 1955
- Fuld[9] nennt zwei weiterführende Arbeiten:  Tatsuji Hirata (1983) und Volker Hoffmann (1986). Bei Oppermann[10] stehen drei Hinweise auf ältere Arbeiten: Theodor Müller (1938), Hans Butzmann (1949) und Friedrich Neumann (1960). Meyen[11] verweist auf Oskar Riecke (Leipzig 1879), Hans von Wolzogen (Bayreuth 1881), Johannes Mißlack, Ernst Bösser, Wilhelm Brandes, Gustav Plehn, Theodor Müller (Wolfenbüttel 1914, 1925, 1926, 1932, 1938), Wilhelm Fehse, Ernst August Roloff, Paul Spruth, Friedrich Neumann (Braunschweig 1937, 1949, 1955, 1960), Hans Roeder (Clausthal-Zellerfeld 1958), Klaus J. Heinisch (Stuttgart 1964) und Theodor Cornelius van Stockum (Den Haag 1969).
- Eine neuere Arbeit stammt von Søren R. Fauth: Transzendenter Fatalismus: Wilhelm Raabes Erzählung „Zum wilden Mann“ im Horizont Schopenhauers und Goethes. In: Deutsche Vierteljahrschrift für Literatur und Geistesgeschichte 2004.

## Übersetzungen
- 1917 erschien in Kristiania eine Übertragung der Erzählung ins Norwegische (Übersetzerin: Anna Lassen)[12] und 1923 in Rio de Janeiro eine ins Portugiesische.[13]

### Erstausgabe
- Wilhelm Raabe: Zum wilden Mann. Eine Erzählung – mit dem Bildnis des Verfassers. 107 Seiten. Verlag von Philipp Reclam jun., Leipzig 1885. RUB 2000. Leinen, farbiger Kopfschnitt

### Verwendete Ausgabe
- Zum wilden Mann, S. 187–271 in: Hans-Heinrich Reuter (Hrsg.): Wilhelm Raabe: Erzählungen. 776 Seiten. Dieterich’sche Verlagsbuchhandlung, Leipzig 1962 (Die Ausgabe folgt: Karl Hoppe (Hrsg.): Wilhelm Raabe. Das ausgewählte Werk. Kritisch durchgesehene Ausgabe. 4 Bände. Freiburg im Breisgau 1955)

### Ausgaben
- Zum wilden Mann. Eine Erzählung von Wilhelm Raabe. 107 Seiten. Reclam 1885 (RUB 2000, s. a. Aufl. 1910, 1927, 1931, 1956, 1959, 1965)[14]
- Zum wilden Mann. S. 159–256, mit einem Anhang, verfasst von Hans Butzmann, S. 472–491 in: Gerhart Meyer (Bearb.), Hans Butzmann (Bearb.): Meister Autor. Zum wilden Mann. Höxter und Corvey. Eulenpfingsten. (2. Aufl. besorgt von Karl Hoppe und Rosemarie Schillemeit) Vandenhoeck & Ruprecht, Göttingen 1973. Bd. 11, ISBN 3-525-20144-3 in Karl Hoppe (Hrsg.), Jost Schillemeit (Hrsg.), Hans Oppermann (Hrsg.), Kurt Schreinert (Hrsg.): Wilhelm Raabe. Sämtliche Werke. Braunschweiger Ausgabe. 24 Bde.
- Wilhelm Raabe: Zum wilden Mann. 128 Seiten. Reclam 1986, ISBN 978-3-15-002000-5